# Reitoru
Reitoru oder Te Pirehi ist ein unbewohntes Atoll des Tuamotu-Archipels in Französisch-Polynesien. Das nächste Atoll Hikueru ist 50 km südwestlich entfernt. Die Lagune des Atolls hat keinen Zugang zum Meer. Reitoru gehört zur Gemeinde Hikueru.
Reitoru wurde von Louis Antoine de Bougainville 1768 entdeckt. James Cook hat diese Insel ebenfalls besucht und gab ihr den Namen „Bird Island“, weil die einzigen Bewohner Vögel waren.
1903 wurde das Eiland, eben so wie die Nachbaratolle, von einem tropischen Wirbelsturm verwüstet.
Im 19. und 20. Jahrhundert war Reitoru ein wichtiges Atoll der polynesischen Perlenzucht.
Nur gelegentlich wird es von Fischern und zum Ernten und Verarbeiten von Kokosnüssen zu Kopra aufgesucht.